# I Am the Bloody Earth
I Am the Bloody Earth – minialbum brytyjskiego zespołu My Dying Bride wydany 24 stycznia 1994 roku przez wytwórnię płytową Peaceville. Zawartość tej płyty została wznowiona na kompilacjach The Stories (1994) oraz Trinity (1995). 

## Lista utworów
| Nr | Tytuł utworu                                | Długość |
| -- | ------------------------------------------- | ------- |
| 1. | „I Am the Bloody Earth”                     | 6:37    |
| 2. | „Transcending (Into the Exquisite)” (remix) | 8:39    |
| 3. | „Crown of Sympathy” (remix)                 | 11:10   |
|    |                                             | 26:26   |

## Twórcy
- Aaron Stainthorpe – śpiew, oprawa graficzna albumu
- Andrew Craighan – gitara
- Calvin Robertshaw – gitara
- Adrian Jackson – gitara basowa
- Rick Miah – perkusja
- Martin Powell – skrzypce
- Robert "Mags" Magoolagan – produkcja
- Noel Summerville – mastering (masteringu dokonano w studiu Transfermation w Londynie)
- Dave Pybus  – oprawa graficzna albumu
- DJ Ghost z zespołu Global Genocide Forget Heaven – śpiew gościnnie w utworze "I Am the Bloody Earth"